# Біг-Флетс (Вісконсин)
Біг-Флетс (англ. Big Flats) — місто (англ. town) в США, в окрузі Адамс штату Вісконсин. Населення — 948 осіб (2020).

## Демографія
Згідно з переписом 2010 року, у місті мешкало 1018 осіб у 444 домогосподарствах у складі 300 родин. Було 1100 помешкань
Расовий склад населення:
| - 95,4 % — білих - 1,1 % — корінних американців - 0,7 % — чорних або афроамериканців - 0,2 % — азіатів - 1,1 % — осіб інших рас |

До двох чи більше рас належало 1,6 %. Частка іспаномовних становила 2,9 % від усіх жителів.
За віковим діапазоном населення розподілялося таким чином: 15,6 % — особи молодші 18 років, 58,6 % — особи у віці 18—64 років, 25,8 % — особи у віці 65 років та старші. Медіана віку мешканця становила 52,5 року. На 100 осіб жіночої статі у місті припадало 114,8 чоловіків;  на 100 жінок у віці від 18 років та старших — 115,8 чоловіків також старших 18 років.
Середній дохід на одне домашнє господарство  становив 56 188 доларів США (медіана — 30 417), а середній дохід на одну сім'ю — 75 544 долари (медіана — 46 719). Медіана доходів становила 49 063 долари для чоловіків та 35 833 долари для жінок. За межею бідності перебувало 13,6 % осіб, у тому числі 10,4 % дітей у віці до 18 років та 10,3 % осіб у віці 65 років та старших.
Цивільне працевлаштоване населення становило 291 особа. Основні галузі зайнятості: роздрібна торгівля — 17,5 %, мистецтво, розваги та відпочинок — 17,5 %, освіта, охорона здоров'я та соціальна допомога — 12,7 %, виробництво — 12,4 %.